# Peace Sells... but Who's Buying?
Peace Sells... but Who's Buying? drugi je studijski album američkog thrash metal sastava Megadeth, koji je 19. rujna 1986. godine objavila diskografska kuća Capitol Records. Projektom je u početku rukovodio Combat Records, zbog čega je jedan od producenata na izvornom miksu albuma bio Randy Burns. Capitol Records tad je otkupio prava na album i unajmio drugog producenta, Paula Lanija, da ga ponovno miksa. Grupi je snimanje albuma bilo naporno zbog tadašnjih problema njezinih članova s drogom. Bubnjar Gar Samuelson i gitarist Chris Poland bili su otpušteni ubrzo nakon promidžbene turneje za album zbog zloupotrebe droga, zbog čega je ovo postao posljednji Megadethov album na kojem se pojavio Samuelson i posljednji album skupine na kojem je svirao Poland sve dok se nije pojavio kao studijski glazbenik na albumu The System Has Failed. Naslovna skladba, značajna zbog svojih političkih stihova, bila je objavljena kao glavni singl. Naslovnicu albuma, koja prikazuje maskotu sastava, Vica Rattleheada, kako stoji ispred napuštenog Sjedišta Ujedinjenih naroda, izradio je Ed Repka.
Peace Sells... but Who's Buying? smatra se klasičnim albumom thrash metala i albumom koji je popularizirao ekstremni metal. Pojavio se na popisima najboljih albuma raznih publikacija, među kojima su knjige 1001 album koji morate poslušati prije nego što umrete Roberta Dimeryja i Top 500 heavy metal albuma svih vremena Martina Popoffa. Album je bio ponovno objavljen nekoliko puta. Godine 2004. remiksao ga je i remasterirao Megadethov frontmen Dave Mustaine, koji je u njegovu knjižicu dodao i mnogo bilješki o događajima tijekom njegovog nastanka. Godine 2011. tri različite inačice albuma bile su objavljene kako bi se proslavila 25. obljetnica njegove objave. Sve su osim onih s miksom iz 2004. bile ponovno masterirane.

## Pozadina i snimanje
U intervjuu s Metal Forcesom u prosincu 1985. frontmen Dave Mustaine otkrio je da je sastav već počeo skladati nove pjesme za svoj drugi album. Rekao je da su dvije skladbe ("Black Friday" i "Bad Omen") bile dovršene i opisao ih je "potpuno mutnima" jer su bile puno brže od pjesme "Rattlehead" s njegovog debitantskog albuma, Killing Is My Business... and Business Is Good! Govoreći o tekstovima na Peace Sellsu... Mustaine i basist David Ellefson izjavili su da žele promijeniti javno mišljenje o heavy metalu tako što će pisati pjesme koje sadrže društveno osviještene tekstove. Mustaine je dodatno napomenuo da grupa nije bila nesvjesna tadašnje političke situacije i da su neka njegova politička stajališta prisutna u samim pjesmama. Rock kritičar Steve Huey na albumu je istaknuo spoj "punkaste političke osviještenosti s mračnim, prijetećim, tipičnim heavy metal pogledom na svijet".
U prva dva mjeseca 1986. Megadeth je otišao na kraću turneju po istočnoj obali SAD-a. Na koncertima, koji su zapravo bili nastavak turneje Killing for a Living, skupina je svirala nekolicinu pjesama s nadolazećeg albuma. Pošto je turneja završila, sastav je odlučio početi sa snimanjem albuma u studiju Music Grinder studio na Aveniji Melrose u Hollywoodu. Mustaine je preuzeo naziv uratka iz članka Reader's Digesta, čije je ime bilo "Kad bi se mir prodavao, nitko ga ne bi kupio" (u izvorniku "Peace Would Sell but No One Would Buy It"). Njezina je tadašnja diskografska kuća, Combat Records, grupi ponudila budžet za snimanje od 25.000 dolara, što joj je omogućilo da unajmi honorarnog producenta, Randyja Burnsa. Snimanje albuma skupini je postalo teško jer su Mustaine i Ellefson u to vrijeme bili beskućnici. K tome, gitarist Chris Poland i bubnjar Gar Samuelson satima se nisu pojavljivali u studiju zbog svoje ovisnosti o heroinu. Ubrzo nakon što je sastav dovršio posljednje snimke albuma za Combat, pristupio im je Tim Carr, predstavnik A&R odsjeka Capitol Recordsa. Nakon što je osigurao ugovor s grupom, Capitol je unajmio producenta Paula Lanija da remiksa izvorne miksove koje je načinio Randy Burns, prethodni producent.

## Skladbe

### Skladbe 1–4
"Wake Up Dead" opisuje čovjeka koji je varao svoju suprugu ili djevojku i koji se šulja u svoju kuću, znajući da će njegova partnerica ubiti ako sazna za njegovu ljubavnicu. Mustaine je izjavio da u "Wake up Dead" govori o tome kako je prevario djevojku s kojom je živio. Živio je s njom jer je u to vrijeme bio beskućnik i bilo mu je potrebno mjesto na kojem će prenoćivati. Nažalost, volio je drugu djevojku i mislio je da će ona s kojom je živio biti ljuta na njega jer ju je varao. Morao ju je ostaviti jer je mislio da ga planira ubiti. "The Conjuring", prema riječima Boba Larsona, simulira sotonističku svečanost i aludira na đavoljeg odvjetnika i njegovog trgovačkog putnika. Mustaine je objasnio da pjesma govori o crnoj magiji i da sadrži određene upute za bacanje čini. Međutim, budući da je njezina tematika nespojiva s njegovim preobraćenjem na kršćanstvo, pjesma nije bila izvođena na koncertima od 2001. godine. Ipak, 12. lipnja 2018. Megadeth je prvi put u sedamnaest godina odsvirao pjesmu uživo, i to u Home Monitoring Aréni u Plzeňu, Češkoj.
"Peace Sells" prikazuje Mustaineova politička i društvena stajališta. Njezini stihovi kritiziraju američki način života i prikazuju Mustaineovu želju za novim društvenim sustavom. Ellefson je komentirao da je tijekom turneje prije snimanja albuma sastav već tada mogao predvidjeti da će skladba biti hit. Glazbeni spot za naslovnu skladbu često se prikazivao na MTV-ju i uvodnu se basističku dionicu koristilo za uvod u MTV News. Međutim, Mustaine je izjavio da nisu dobili nikakve tantijeme za nju jer se MTV koristio manjim njezinim ulomkom koji je trajao taman toliko da nije morao platiti za njeno korištenje. "Devils Island" aludira na bivšu francusku kažnjeničku koloniju koja se nalazila u blizini obale Francuske Gvajane. Stihovi opisuju misli osuđenog zatvorenika koji očekuje svoje smaknuće. Spašava ga Bog, ali mora provesti ostatak svog života na otoku.

### Skladbe 5–8
"Good Mourning/Black Friday" dvodijelna je skladba koja započinje instrumentalnom dionicom pod imenom "Good Mourning". Mustaine je komentirao da "Black Friday" govori o "luđaku ubojici koji počne činiti pokolj". Razmjerno se koristeći krvavim motivima i scenama nasilja pjesma prati djela serijskog ubojice. Nadahnuo ju je Dijon Carruthers, koji je nakratko bio bubnjar skupine prije nego što joj se pridružio Gar Samuelson. Prema Mustaineovim se riječima Carruthers družio s ljudima koji su se bavili okultnim i koji su ga nadahnuli da piše skladbe utemeljene na duhovnoj tematici.
"Bad Omen" istražuje okultizam. Mustaine je izjavio da "Bad Omen" prati "dva sretna kampera koji su usred šume naišli na sotonističku orgiju" i onda "vide sve te budale koji čekaju na Sotonin blagoslov". Upitan vjeruju li doista članovi grupe u teme o kojima pišu, Mustaine je izjavio: "Svjesni smo tema o kojima pišemo—vještičarenju, sotonističkih žrtvovanja i svemu sličnom tome—ali ih ne odobravamo." "I Ain't Superstitious" napisao je Willie Dixon i izvorno ju je snimio Howlin' Wolf 1961. godine. Međutim, Megadethova je inačica uvelike različita od originalne. "My Last Words" govori o ruskom ruletu i strahu koji igrač proživljava dok ga igra. Iako je jedna od manje poznatih skladbi na albumu, glazbeni je novinar Martin Popoff komentirao da je primjer "brzih thrash skladbi" skupine i da je objašnjava zašto je Megadeth bio prozvan "neustrašivim praocem brzine".

## Objava i promidžba
Peace Sells... but Who's Buying? bio je objavljen 19. rujna 1986. godine. Naslovnicu albuma izradio je Ed Repka, koji će kasnije dizajnirati i još nekoliko ilustracija za grupu. Naslovnica prikazuje maskotu sastava, Vica Rattleheada, kako stoji ispred napuštene zgrade Ujedinjenih naroda. Prikazan je kao agent za nekretnine koji prodaje porušene ostatke sjedišta organizacije. Naslovna je skladba bila objavljena kao singl, za koji je skupina snimila svoj prvi glazbeni spot. Godine 1987. nastao je spot za drugi singl, "Wake Up Dead", u kojem je sastav svirao u čeličnom kavezu. Ubrzo nakon objave albuma Megadeth je otišao na turneju, na kojoj je bio predgrupa Motörheadu. Turneja se održavala diljem Kalifornije i jugozapadnih dijelova SAD-a. Međutim, zbog nesuglasica između menadžera obiju skupina, Megadeth nije nastupio na posljednjim trima koncertima. Nakon te kraće turneje s Motörheadom Megadeth je postao predgrupa na turneji Constrictor Alicea Coopera; ta se turneja održavala početkom 1987. godine. Kasnije je iste godine, nakon završetka promidžbene turneje za album, Mustaine otpustio Polanda i Samuelsona zato što su zloupotrebljavali drogu.

## Ponovne objave
Capitol Records ponovno je objavio album 2003. godine i to na DVD-Audiju; ova je inačica sadržavala izvorni popis pjesama u 96k/24-bit rezoluciji za surround i stereo miksove, kao i glazbene spotove za "Wake Up Dead" i "Peace Sells". Album je bio remiksan i remasteriran 2004. godine, kao i ostatak albuma skupine koji je objavio Capitol Records. To je reizdanje sadržavalo četiri različita miksa pjesama kao bonus skladbe.
Skupina je 12. srpnja 2011. ponovno objavila album u inačici od 2 CD-a, ali i u posebnom box setu od 5 CD-a i 3 gramofonskih ploča kako bi proslavila 25. godišnjicu njegove objave. Na ovom su reizdanju knjižicu albuma napisali Mustaine i Metallicin bubnjar Lars Ulrich. Navedena je inačica u prvom tjednu objave bila prodana u otprilike 2.000 primjeraka.
Box set objavljen za 25. godišnjicu sadrži pet CD-a. Na prva tri CD-a nalazi se izvorni album, s time da prvi CD sadrži izvorni miks (ali je mastering iz 2011. godine), drugi pak sadrži remiks iz 2004., dok treći sadrži mikseve Randyja Burnsa (od kojih su se neki pojavili kao bonus skladbe na inačici albuma iz 2004. godine). Četvrti CD sadrži pjesme snimljene tijekom nastupa iz 1987. godine, koje su se također pojavile na setu od 2 CD-a. Peti CD sadrži i izvorni album (opet s remasteriranom inačicom iz 2011.) i prethodno navedene skladbe s koncerta iz 1987. godine s visokom kvalitetom zvuka. Inačica s 2 CD-a sadrži izvorni album na prvom i prethodno neobjavljene skladbe s koncerta iz 1987. godine na drugom CD-u.

## Popis pjesama
Tekstovi i glazba: Dave Mustaine, osim za pjesmu "I Ain't Superstitious", koju je napisao Willie Dixon. 
| 1.    | »Wake Up Dead«               | 3:37 |
| 2.    | »The Conjuring«              | 5:02 |
| 3.    | »Peace Sells«                | 4:02 |
| 4.    | »Devil's Island«             | 5:05 |
| 5.    | »Good Mourning/Black Friday« | 6:39 |
| 6.    | »Bad Omen«                   | 4:03 |
| 7.    | »I Ain't Superstitious«      | 2:45 |
| 8.    | »My Last Words«              | 4:55 |
| 36:08 |                              |      |

| Bonus skladbe s remiksane i remasterirane inačice iz 2004. godine | Bonus skladbe s remiksane i remasterirane inačice iz 2004. godine | Bonus skladbe s remiksane i remasterirane inačice iz 2004. godine | Bonus skladbe s remiksane i remasterirane inačice iz 2004. godine | Bonus skladbe s remiksane i remasterirane inačice iz 2004. godine | Bonus skladbe s remiksane i remasterirane inačice iz 2004. godine | Bonus skladbe s remiksane i remasterirane inačice iz 2004. godine | Bonus skladbe s remiksane i remasterirane inačice iz 2004. godine | Bonus skladbe s remiksane i remasterirane inačice iz 2004. godine | Bonus skladbe s remiksane i remasterirane inačice iz 2004. godine |
| Br.                                                               | Skladba                                                           | Trajanje                                                          |                                                                   |                                                                   |                                                                   |                                                                   |                                                                   |                                                                   |                                                                   |
| ----------------------------------------------------------------- | ----------------------------------------------------------------- | ----------------------------------------------------------------- | ----------------------------------------------------------------- | ----------------------------------------------------------------- | ----------------------------------------------------------------- | ----------------------------------------------------------------- | ----------------------------------------------------------------- | ----------------------------------------------------------------- | ----------------------------------------------------------------- |
| 9.                                                                | »Wake Up Dead« (miks Randyja Burnsa)                              | 3:40                                                              |                                                                   |                                                                   |                                                                   |                                                                   |                                                                   |                                                                   |                                                                   |
| 10.                                                               | »The Conjuring« (miks Randyja Burnsa)                             | 5:01                                                              |                                                                   |                                                                   |                                                                   |                                                                   |                                                                   |                                                                   |                                                                   |
| 11.                                                               | »Peace Sells« (miks Randyja Burnsa)                               | 4:00                                                              |                                                                   |                                                                   |                                                                   |                                                                   |                                                                   |                                                                   |                                                                   |
| 12.                                                               | »Good Mourning/Black Friday« (miks Randyja Burnsa)                | 6:39                                                              |                                                                   |                                                                   |                                                                   |                                                                   |                                                                   |                                                                   |                                                                   |
| 55:31                                                             |                                                                   |                                                                   |                                                                   |                                                                   |                                                                   |                                                                   |                                                                   |                                                                   |                                                                   |

| Drugi CD objavljen za 25. obljetnicu objave albuma (Uživo u Phantasy Theateru u Clevelandu, 1987. godine) | Drugi CD objavljen za 25. obljetnicu objave albuma (Uživo u Phantasy Theateru u Clevelandu, 1987. godine) | Drugi CD objavljen za 25. obljetnicu objave albuma (Uživo u Phantasy Theateru u Clevelandu, 1987. godine) | Drugi CD objavljen za 25. obljetnicu objave albuma (Uživo u Phantasy Theateru u Clevelandu, 1987. godine) | Drugi CD objavljen za 25. obljetnicu objave albuma (Uživo u Phantasy Theateru u Clevelandu, 1987. godine) | Drugi CD objavljen za 25. obljetnicu objave albuma (Uživo u Phantasy Theateru u Clevelandu, 1987. godine) | Drugi CD objavljen za 25. obljetnicu objave albuma (Uživo u Phantasy Theateru u Clevelandu, 1987. godine) | Drugi CD objavljen za 25. obljetnicu objave albuma (Uživo u Phantasy Theateru u Clevelandu, 1987. godine) | Drugi CD objavljen za 25. obljetnicu objave albuma (Uživo u Phantasy Theateru u Clevelandu, 1987. godine) | Drugi CD objavljen za 25. obljetnicu objave albuma (Uživo u Phantasy Theateru u Clevelandu, 1987. godine) |
| Br. | Skladba                                                                                                   | Trajanje                                                                                                  | | | | | | | |
| --- | --- | --- | --- | --- | --- | --- | --- | --- | --- |
| 1. | »Intro«                                                                                                   | 1:48 | | | | | | | |
| 2. | »Wake Up Dead«                                                                                            | 3:38 | | | | | | | |
| 3. | »The Conjuring«                                                                                           | 5:21 | | | | | | | |
| 4. | »Bad Omen«                                                                                                | 3:49 | | | | | | | |
| 5. | »Rattlehead«                                                                                              | 4:11 | | | | | | | |
| 6. | »Killing Is My Business... And Business Is Good«                                                          | 3:14 | | | | | | | |
| 7. | »Looking Down the Cross«                                                                                  | 4:29 | | | | | | | |
| 8. | »My Last Words«                                                                                           | 4:42 | | | | | | | |
| 9. | »Peace Sells«                                                                                             | 4:27 | | | | | | | |
| 10. | »These Boots Were Made for Walkin'« (autor: Lee Hazlewood)                                                | 4:07 | | | | | | | |
| 11. | »Devil's Island«                                                                                          | 5:18 | | | | | | | |
| 12. | »Last Rites/Loved to Deth«                                                                                | 5:19 | | | | | | | |
| 13. | »Mechanix«                                                                                                | 4:32 | | | | | | | |
| 54:55 | | | | | | | | | |

## Recenzije

### Recenzije u vrijeme objave albuma
Peace Sells... but Who's Buying? dobio je pozitivne kritike tadašnjih glazbenih recenzenata. Billboardov' je recenzent Fred Goodman komentirao da album čini "set izvrsnih skladbi" koje ne preporučuje "[slušateljima] slabog srca". Colin Larkin, pišući za knjigu Encyclopedia of Popular Music, izjavio je da je u usporedbi s prethodnim uratkom album bio veliki korak naprijed u tehničkom i glazbenom smislu.Kerrang! je smatrao da je Peace Sells... but Who's Buying? bio album s kojim je Megadeth stvorio svoj poseban zvuk. U The Rolling Stone Album Guideu autor Nathan Brackett izjavio je da je Megadeth prikazivao "mračnu i gadnu stranu" američkog thrash metala tijekom 1980-ih. Međutim, smatrao je da je album gotovo identičan ostatku njegove diskografije iz tog perioda.

### Nasljeđe
U retrospektivnim recenzijama se Peace Sells... but Who's Buying? smatra prekretnicom u pokretu američkog thrash metala. Uz Metallicin Master of Puppets i Slayerov Reign in Blood, koji su također bili objavljeni 1986. godine, Peace Sells... but Who's Buying? smatra se ključnim za popularizaciju ekstremnog metala. AllMusicov Steve Huey komentirao je kako je album značajno postignuće u povijesti grupe i nazvao ga je "klasičnim albumom ranog thrasha". Sličnog je mišljenja bio i Chad Bowar iz About.coma, koji je komentirao da je album prikazao Megadeth na svojem vrhuncu i da smatra da ga obožavatelji ovog žanra obavezno moraju poslušati.Sputnikmusicov Mike Stagno izjavio je da je album "istinsko remek-djelo" i da je ono glavni razlog zbog kojeg je Megadeth postao jedan od vodećih sastava podzemne scene. Joel McIver, pišući za Record Collector, komentirao je da je glavna kvaliteta albuma njegova fluidnost, odnosno da pjesme teku poput kakvog neprekidnog potoka. Prema njegovim je riječima album bio "srednji prst" kritičarima koji u to vrijeme nisu bili naklonjeni takvoj vrsti glazbe.
Jess Harvell iz Pitchfork Medije komentirao je da je zbog ovog albuma Megadeth dobio mnogo obožavatelja. Smtrao je da je album predstavljao ustanak protiv tadašnjih glam metal izvođača jer su skupine poput Megadetha više bile privlačne "mladim probisvijetima". Adrien Begrand iz PopMattersa pohvlio je album zbog snažnog glazbenog i vizualnog dojma. Iako je Begrand istaknuo da ovo nije bio Megadethov najvještiji album iz tehničkog gledišta, objasnio je da ga jedinstveni spoj "ekstremnog i pristupačnog" čini i dalje omiljenim među obožavateljima. Mike Powell iz časopisa Spin naveo je uradak kao primjer "glamuroznog hardcorea" sa sotonističkim tekstovima. Jeff Treppel iz Decibela spomenuo je da album sadrži istaknuti stil koji je odvojio Megadeth od svojih kolega: "Peace Sells bio je snažniji i gadniji predator. Megadeth je radije ubijao brzo i precizno nego veličinom i moći." Prema njegovim je riječima album nadahnuo bezbrojne heavy metal sastave, od Arch Enemyja do DragonForcea.
Osim što su ga recenzenti dobro prihvatili, album je od svoje objave dobio nekoliko priznanja. Pojavio se u knjizi 1001 album koji morate poslušati prije nego što umrete Roberta Dimeryja, kao i u inačici Top 500 heavy metal albuma svih vremena Martina Popoffa. About.com stavio ga je na treće mjesto popisa "osnovnih thrash metal albuma", komentirajući da album drži svoj neosporivi kultni status i više od dva desetljeća od svoje objave. Godine 2017. pojavio se na 8. mjestu Rolling Stoneovog popisa "100 najboljih metal albuma svih vremena".

## Zasluge
| Megadeth - Dave Mustaine – vokali, gitara, produkcija, umjetnički direktor - David Ellefson – prateći vokali, bas-gitara - Chris Poland – gitara - Gar Samuelson – bubnjevi | Dodatni glazbenici - Mike Anderson – dodatni vokali (na pjesmama 1 i 4) - Paul Sudin – dodatni vokali (na pjesmama 1 i 4) - Casey McMackin – dodatni vokali (na pjesmama 5 i 8), inženjer zvuka - Randy Burns – dodatni vokali (na pjesmama 5 i 8), produkcija, inženjer zvuka | Ostalo osoblje - Stan Katayama – pomoćnik u miksanju - Andy Somers – umjetnički direktor - Paul Lani – miksanje - Edward J. Repka – naslovnica |